# نایلا اوشا
نایلا اوشا (انگلیسی: Nyla Usha) بازیگر هندی، مجری تلویزیون و مجری رادیو، اهل تریواندروم کرالا است. بعد از اینکه حدود یک دهه، به عنوان مجری رادیو در شبکه رادیویی هیت ۹۶٫۷ در دوبی به کار مشغول بود، اولین کار بازیگری خود را در سال ۲۰۱۳، با نقش آفرینی در فیلم کونجانانتانت  کادا (Kunjananthante Kada) شروع کرد.

## فیلم‌شناسی
- همه فیلم‌ها به زبان مالایالم به جز آنهایی که ذکر گردیده‌اند.

فیلم
| سال  | نام فیلم                | نقش         | نکات      | مرجع  |
| ---- | ----------------------- | ----------- | --------- | ----- |
| ۲۰۱۴ | گانگستر                 | ثنا ابراهیم |           |       |
| ۲۰۱۵ | آتش‌نشان                 | شیرین توماس |           | [ ۳ ] |
| ۲۰۱۶ | روح                     | مایا        | نقش کوتاه | [ ۴ ] |
| ۲۰۱۸ | مسابقه بزرگ دیوانجی‌مولا | افی‌مو       |           | [ ۵ ] |
| ۲۰۱۹ | لوسیفر                  | ارونداتی    |           |       |
| ۲۰۲۲ | پاپن                    | نانسی       |           | [ ۶ ] |
| ۲۰۲۳ | پادشاه کوتا             | مانجو       |           | [ ۷ ] |
| ۲۰۲۳ | آنتونی                  | مایا        |           | [ ۸ ] |